# FC Zürich Frauen

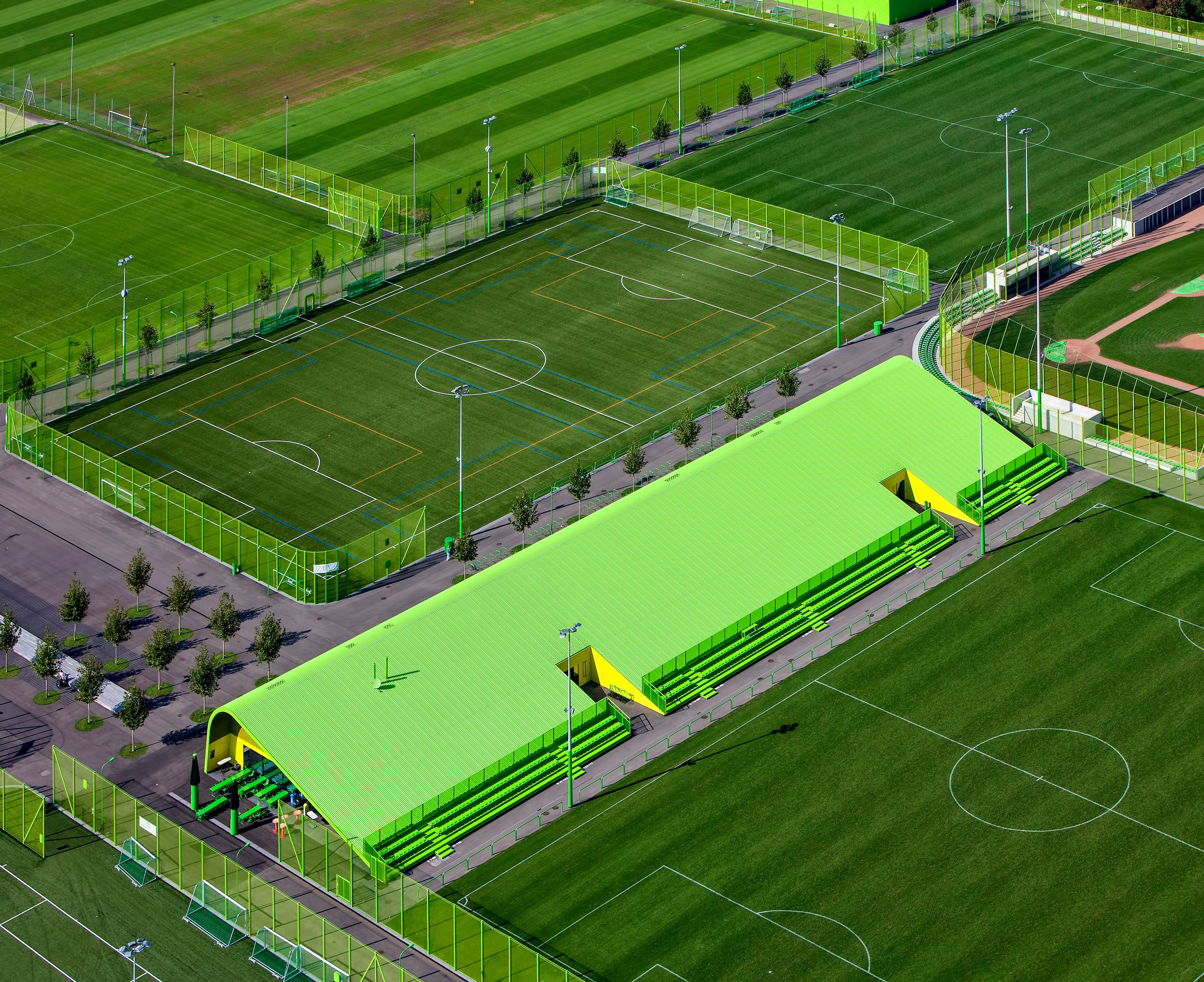
Das Sportzentrum Heerenschürli ist das «Home of FCZ». Im kleinen Stadion (rechts) tragen die FCZ Frauen die meisten ihrer nationalen Heimspiele aus.

Der FC Zürich Frauen ist seit 2008 die Frauenfussball-Abteilung des FC Zürich. Zuvor hatte die 1970 gegründete Abteilung bis 2005 jahrzehntelang dem SV Seebach angehört und machte sich danach nur für kurze Zeit eigenständig. Die erste Mannschaft spielt seit Bestehen der Schweizer Frauenfussball-Meisterschaft ununterbrochen in der höchsten Liga und gewann bisher 24 Mal die Meisterschaft und 16 Mal den Schweizer Cup.

## Geschichte

Altes Logo

Am 24. April 1970 entstand im 1916 gegründeten Zürcher Quartierverein SV Seebach eine Frauenfussball-Mannschaft. Die Herrenmannschaft des SV Seebach spielte Anfang der 1930er Jahre in der zweithöchsten Schweizer Liga. Aus ihren Reihen ging mit Fredy Bickel eines der grössten Schweizer Fussballidole aller Zeiten hervor. Die Frauen gewannen 1980 den ersten Meistertitel und konnten nur ein Jahr später das erste Double feiern. Bis zum Jahre 2005 holte man insgesamt 12 Meistertitel und 7 Cupsiege.
1978 und 1981 nahm der SV Seebach am «Women’s World Invitation Tournament» in der Republik China (Taiwan) teil. Einige Spiele beim 1981er Turnier werden von der FIFA als Länderspiele der Schweizer Fussballnationalmannschaft der Frauen gezählt.
2005 gründete die Frauenabteilung des SV Seebach unter dem Namen FFC Zürich Seebach einen eigenen Verein. Zwischen 2005 und 2008 gewann man den 13. Meistertitel und den 8. Cuptitel.
Im Sommer 2008 wurde die Zeit der Unabhängigkeit wieder beendet. Die Frauenmannschaften schlossen sich nun dem FC Zürich an. Der Name FFC Zürich Seebach wurde in FC Zürich Frauen umgewandelt. Die E- und D-Juniorinnen wurden in den FC Zürich zu den FCZ LetziKids integriert. Damit schloss sich nach 40 Jahren ein Kreis: das beste Zürcher Frauenteam kehrte wieder zu dem Verein zurück, bei dem der am 21. Februar 1968 gegründete erste Frauenfussballclub der Schweiz, der später aufgelöste DFC Zürich, angegliedert war.
Der FC Zürich Frauen ist Rekordmeister im Schweizer Frauenfussball und hinter dem FFC Bern der zweiterfolgreichste Club in der ewigen Rangliste. Nach genau zehn Jahren ohne Meistertitel holte der FC Zürich Frauen den Titel 2008 wieder nach Zürich und konnte diesen in den Jahren 2009 und 2010 erfolgreich verteidigen. Von 2012 bis 2016 holten sich die FC Zürich Frauen unter dem Trainer Dorjee Tsawa 5 Meistertitel in Serie. In der Saison 2016/17 verloren sie beide Titel an den FC Neunkirch, sie holten sich in der darauffolgenden Saison, nach dem aus finanziellen Gründen erfolgten Rückzug des Titelverteidigers, das Double jedoch zurück. Trainer in dieser Saison war Luca Fiorina. Auch in der Saison 2018/19 unter dem neuen Trainer Andy Ladner gewannen sie das Double. In der Saison 2019/20 erwuchs dem Stadtclub in einem neu aufgestellten, durch zahlreiche Routinières verstärkten Servette FC Chênois Féminin ein mindestens ebenbürtiger Gegner. Als die Saison aufgrund der Covid-19-Pandemie abgebrochen wurde, lag der FCZ nur auf Rang 2 der Tabelle. Auch zu Beginn der folgenden Saison lief es nicht nach Wunsch, die Zürcherinnen lagen zeitweise nur auf Tabellenrang 4 und drohten den Anschluss zu verlieren. Auch in der Champions League schied man früh aus. Auf Beginn der Rückrunde Anfang Februar 2021 wurde der Trainer Ivan Dal Santo durch die ehemalige Spitzenspielerin Inka Grings ersetzt. Der FCZ absolvierte daraufhin in der Rückrunde in Meisterschaft und Cup 18 Spiele ohne Niederlage in Folge. Man verringerte den Rückstand auf den Schweizer Meister Servette und qualifizierte sich für den Cupfinal, der jedoch gegen den FC Luzern Frauen 0:2 verloren ging. In der Saison 2021/22 holte der FCZ mit derselben Trainerin das Double. Der Verein lag nach der Qualifikation auf dem zweiten Platz hinter Servette Chênois, gewann dann aber den Playoff-Final gegen das gleiche Team nach Penaltyschiessen. Bereits zuvor konnte der Cupfinal gegen Grasshopper Zürich gewonnen werden.
In der Saison 2022/2023 qualifizierte sich das Team zum ersten Mal für die erst kürzlich geschaffene Gruppenphase der UEFA Women’s Champions League. Gegen die starken Teams von Arsenal, Lyon und Juventus konnte keines der sechs Spiele gewonnen werden. In der Winterpause ersetzte Jacqueline Dünker als Trainerin Inka Grings, die Schweizer Nationaltrainerin wurde. Dünker übernahm zugleich das Amt der Sportchefin. Der FCZ beendete die Qualifikation auf dem 2. Rang, gewann anschliessend jedoch den Playoff-Final gegen Servette FC Chênois Féminin mit 3:0 und kürte sich so wie im Vorjahr zum Schweizer Meister. Die Saison 2023/24 beendete der FCZ auf dem 2. Platz der Qualifikation; man qualifizierte sich wie in den beiden Vorjahren für den Playoff-Final gegen Servette, der diesmal jedoch mit 1:3 verloren ging. Dünker trat danach von ihrem Amt zurück. Als Nachfolger wurde Renato Gligoroski verpflichtet. Mit einem im Vergleich zum Vorjahr stark verjüngten Team erreichte der FCZ in der Saison 2024/25 den 5. Platz in der Qualifikation und schied danach im Playoff-Halbfinal gegen den späteren Meister BSC Young Boys aus. Erfolgreicher war das Team in dieser Saison im Cup: Mit einem Finalsieg gegen den FC Basel feierte das Team den sechzehnten Cuptitel der Vereinsgeschichte.

## Erfolge
- Schweizer Meisterschaft (24):
  - als Abteilung des SV Seebach Zürich: 12 (1980, 1981, 1982, 1983, 1985, 1987, 1988, 1990, 1991, 1993, 1994, 1998)
  - als FFC Zürich Seebach: 1 (2008)
  - als FC Zürich Frauen: 11 (2009, 2010, 2012, 2013, 2014, 2015, 2016, 2018, 2019, 2022, 2023)
- Schweizer Pokal (16):
  - als Abteilung des SV Seebach Zürich: 7 (1981, 1986, 1987, 1988, 1989, 1990, 1993)
  - als FFC Zürich Seebach: 1 (2007)
  - als FC Zürich Frauen: 8 (2012, 2013, 2015, 2016, 2018, 2019, 2022, 2025)

## Mannschaften
- Frauen 1: Nationalliga A
- U21: Nationalliga B
- U19
- U17: C-Juniorinnen, spielen bei den C-Junioren (Coca Cola Junior League)
- U15: C-Juniorinnen, spielen bei den C-Junioren
- U13: D-Juniorinnen, spielen bei den D-Junioren
- U12 und jünger: sind im FC Zürich bei den LetziKids integriert
- Seniorinnen (ohne offiziellen Spielbetrieb)

## Aktuelles Kader

### Kader der 1. Mannschaft
Stand: 4. August 2025 
| 01 Faith Hutchins |
| 12 Yasmine Ammar  |
| 21 Riana Gmür     |
| 31 Tina Arsic     |

| 02 Briana Eads       |
| 03 Marlene Deyss     |
| 05 Naomi Mégroz *    |
| 06 Luana Bürge       |
| 07 Diane Caldwell *  |
| 14 Marina Theodoraki |
| 22 Larissa Uetz      |
| 29 Luisa Blumenthal  |

| 08 Amelie Schuster   |
| 13 Joy Lysser        |
| 16 Shanae Tsawa      |
| 17 Derin Degirmenler |
| 23 Anna Matsushita   |
| 25 Romy Baraniak     |
| 28 Nevia Stoob       |

| 09 Chiara Bücher    |
| 10 Amelie Roduner   |
| 15 Rahel Hinder     |
| 19 Borbála Vincze * |
| 20 Martina Cavar    |
| 24 Kim Dubs         |
| 26 Sanja Kovačević  |
| 30 Sury Lamontana   |

* = Nationalspielerin

## Ehemalige Spielerinnen (Auswahl)
| - Caroline Abbé - Eseosa Aigbogun - Vanessa Bernauer - Sandra Betschart - Luana Bühler - Barla Deplazes - Lara Dickenmann - Leela Egli - Riana Fischer - Seraina Friedli - Sonja Fuss | - Inka Grings - Malin Gut - Elvira Herzog - Marie Höbinger - Fabienne Humm - Rahel Kiwic - Selina Kuster - Adriana Leon - Noelle Maritz - Sandrine Mauron - Martina Moser | - Irina Pando - Viktoria Pinther - Seraina Piubel - Nadine Riesen - Coumba Sow - Sonja Stettler Spinner - Julia Stierli - Viktória Szabó - Meriame Terchoun - Laura Vetterlein - Cinzia Zehnder |